# Mesonyx
Il mesonice (gen. Mesonyx) è un mammifero carnivoro estinto, appartenente agli acreodi. Visse nell'Eocene inferiore - medio (circa 48 - 42 milioni di anni fa) e i suoi resti fossili sono stati ritrovati in Nordamerica e Asia.

## Descrizione
L'aspetto di Mesonyx era quello di un grosso lupo dal corpo lungo e basso. Esso era un veloce corridore caratterizzato da zampe allungate e potenti fornite di piccoli zoccoli invece che di artigli. Rispetto ad altri acreodi, il mesonice (il cui nome significa "unghia di mezzo") era probabilmente digitigrado. Il suo cranio, lungo e robusto, aveva una cresta sopra la scatola cranica, che con ogni probabilità serviva ad ancorare i potenti muscoli delle fauci.
La dentatura di Mesonyx era dotata di forti canini; quelli superiori erano tipicamente verticali, mentre quelli inferiori erano quasi orizzontali. Il primo premolare inferiore era a radice singola, mentre dal terzo premolare ai molari, tutti i denti erano dotati di una lama mediana, una cuspide conica anteromediana e un tubercolo basale anteriore. I veri molari diminuivano di taglia posteriormente. Il canino inferiore era particolarmente robusto, in particolare la radice, dalla sezione ovale; la corona era solo leggermente ricurva, leggermente compressa e priva di margine tagliente. I premolari si molarizzavano gradualmente, e così la linea di demarcazione tra molari e premolari non era ben marcata. Non era presente alcun metaconide sui molari, e il terzo molare superiore era assente. Il primo premolare, a radice singola, possedeva una corona leggermente conica, con un piccolo tubercolo alla base posteriore. Questo tubercolo si ingrandiva progressivamente sui premolari 2 e 3, e diveniva una vera e propria lama tagliente sui veri molari, e si estendeva lungo tutto l'asse della corona, non molto elevata sopra un'ampia base.
Al contrario della maggior parte degli acreodi di grandi dimensioni, come Harpagolestes, i denti di Mesonyx non mostrano particolari segni di usura.

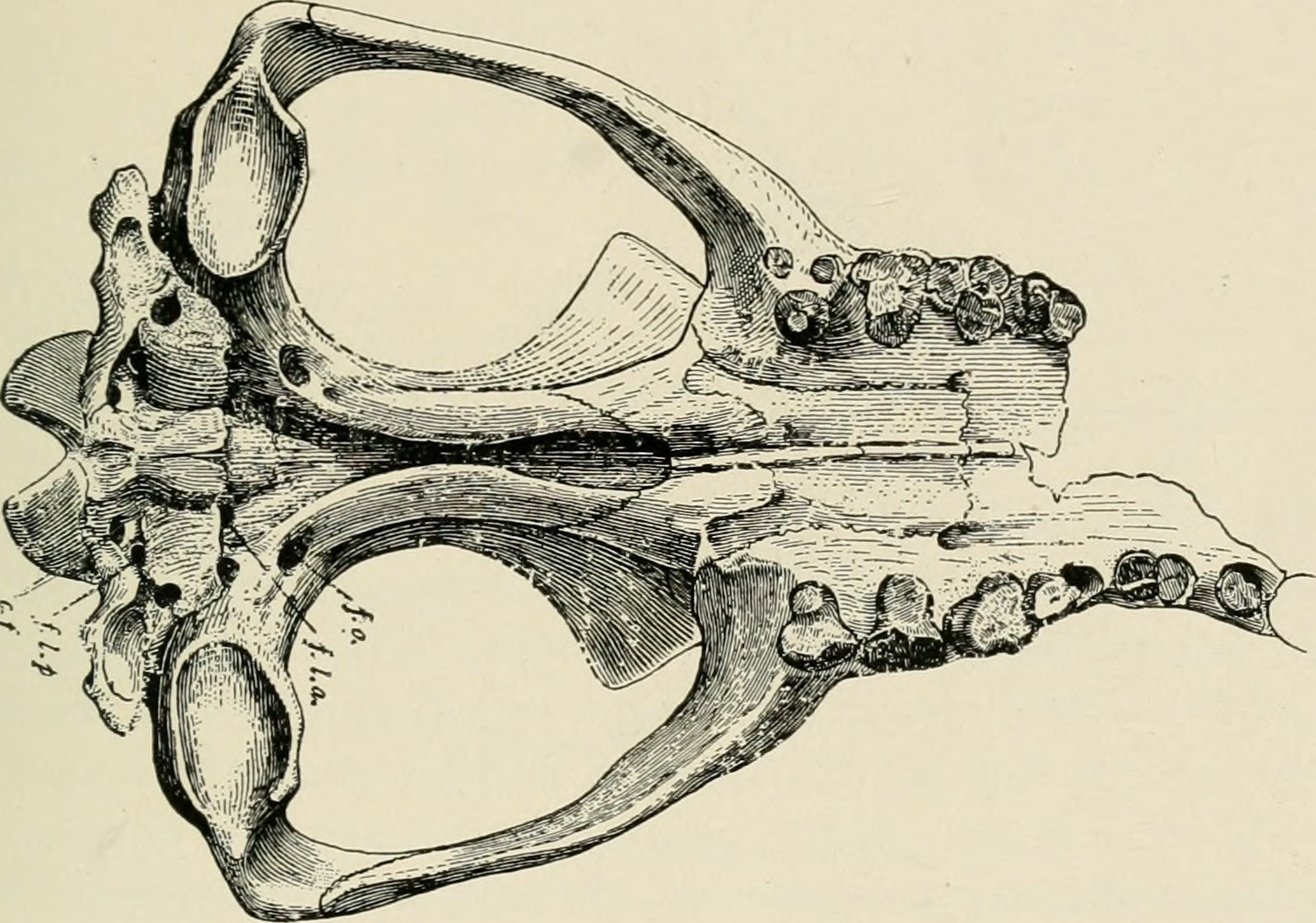
Cranio di Mesonyx obtusidens

## Classificazione
Mesonyx venne descritto per la prima volta nel 1872 da Edward Drinker Cope, che studiò i fossili di questo animale rinvenuti in terreni dell'Eocene medio del Wyoming. La specie tipo (e anche la meglio conosciuta) è Mesonyx obtusidens. Altre specie vennero descritte in seguito: M. uintensis proviene dal Nordamerica, mentre M. uqbulakensis e M. nuhetingensis provengono dall'Eocene inferiore della Cina (Xun, 2012).
Mesonyx dà il nome al gruppo dei Mesonychia, altrimenti noti come Acreodi, un gruppo di mammiferi dalle attitudini predatorie che divennero i principali predatori nel corso del Paleocene e dell'Eocene in Nordamerica e Asia. Mesonyx, in particolare, è un membro piuttosto derivato di questo gruppo, ma non così specializzato come altre forme successive come i giganteschi Harpagolestes, Mongolestes e Mongolonyx.

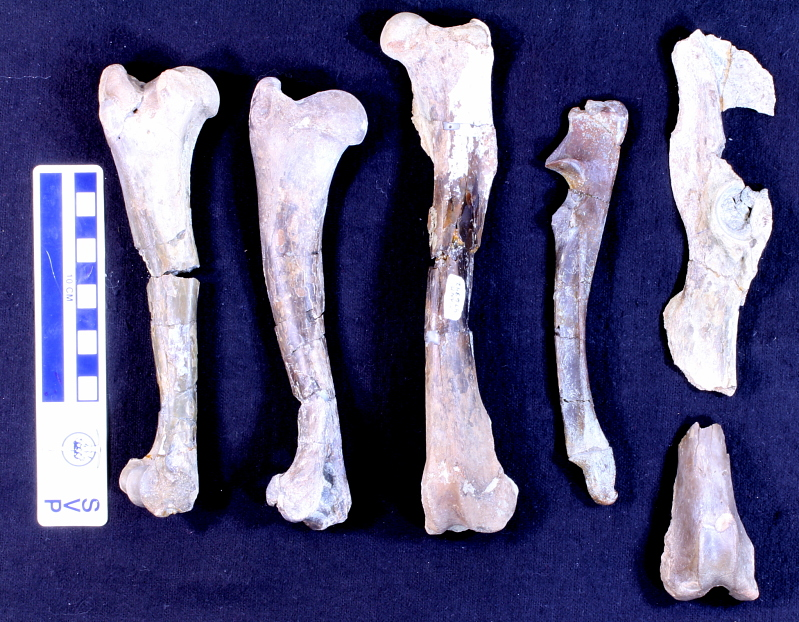
Ossa degli arti di Mesonyx obtusidens

## Paleoecologia
La morfologia degli arti di Mesonyx indica che questo animale era un corridore digitigrado, al contrario di molti altri acreodi di dimensioni maggiori. Era probabilmente un cacciatore che inseguiva prede anche di dimensioni medio - grandi, tuttavia la struttura della colonna vertebrale indica che questo animale era meno adatto a cacciare rispetto ai carnivori odierni.
Il cervello di Mesonyx, inoltre, era grande circa la metà di quello dei mammiferi carnivori attuali della sua taglia; in ogni caso, le dimensioni del suo cervello erano paragonabili a quelle di numerosi altri mammiferi dell'Eocene. Altri acreodi, come Pachyaena, possedevano un cervello ancora più piccolo in proporzione.
Il cervello di Mesonyx era comunque dotato di una notevole espansione della neocorteccia (e probabilmente anche del neocerebellum) rispetto ad altri mammiferi eocenici come Phenacodus. Mesonyx era piuttosto specializzato, in quanto il suo cervello era dotato di piccoli bulbi olfattivi e di una fessura rinale disposta più ventralmente rispetto a quella degli antichi ungulati e carnivori. È probabile che Mesonyx avesse, insolitamente, un olfatto ridotto (Radinsky, 1976).